# Delphine Serina
Pour les articles homonymes, voir Serina (homonymie).
Delphine Serina est une actrice française, née le 6 mai 1970 à Paris 8e et morte le 19 avril 2020 à Paris 5e.

## Biographie

### Enfance et débuts
Née à Paris d'un père sicilien et d'une mère auvergnate, Delphine Serina a vécu son enfance près de la Butte Montmartre[réf. nécessaire].

### Carrière
Formée à l'ENSATT, elle a joué dans de nombreux téléfilms, des longs métrages, des pièces de théâtre ainsi qu'avec Alain Delon,, Claudia Cardinale et Francis Huster. Elle fut également, pendant cinq ans, l’une des héroïnes récurrentes de la série Avocats et Associés sur France Télévisions.
À l’atelier scénario de La Fémis, Delphine a suivi cette formation pendant une année. Elle écrit des scénarios pour le cinéma et la télévision. Elle a coécrit le scénario d'un long métrage dont elle est l’héroïne ; l’histoire raconte le parcours d’une chanteuse qui rêve d’être reconnue et qui se retrouve sur les routes pour une tournée de la dernière chance.

### Mort
Delphine Serina meurt des suites d'un cancer à l'âge de 49 ans le 19 avril 2020, dans le 5e arrondissement de Paris. Elle repose au cimetière du Père-Lachaise (division 44).

## Filmographie

### Cinéma
- 1996 : Les Menteurs (film d'Élie Chouraqui) :
- 1997 : Le Bossu (film de Philippe de Broca) : une dame de la Cour
- 2001 : Heureuse (court-métrage de Céline Nieszawer) : la fille qui accompagne le cowboy
- 2001 : Tanguy (film d'Étienne Chatiliez) : Sophie
- 2006 : Judas (court-métrage de Nicolas Bary) : la femme
- 2012 : Chrysalide (court-métrage) :
- 2018 : Monsieur je-sais-tout de Stéphan Archinard et François Prévôt-Leygonie

### Télévision
- 1998 : À nous deux la vie (téléfilm d'Alain Nahum) : Vanessa
- 1998 : La Justice de Marion (téléfilm de Thierry Binisti) : Charlotte
- 1999 : Le poisson bleu (téléfilm d'Eric Mahé) : Sandrine
- 2000 : Mémoires en fuite (téléfilm de François Marthouret) : Carole Baszinger
- 2000 : Le plafond de verre (téléfilm de Denis Malleval) : Laetitia Angely
- 2000 : La Bicyclette bleue (téléfilm de Thierry Binisti) : Sarah Mülstein
- 2000 : Boulevard du Palais (série de Jacques Malaterre) - Saison 2, épisode 1 La guerre des nerfs : Carole Regnard
- 2001 : Le Violon brisé (téléfilm d'Alain Schwarzstein) : Béatrice Jacob
- 2001 : Rastignac ou les Ambitieux (feuilleton d'Alain Tasma) : Allegra
- 2001 : Retour à Locmaria (téléfilm de Williams Crepin) : Marianne
- 2002 : Sœur Thérèse.com (série de Michel Blanc) - Saison 1, épisode 1 : Hélène Richard
- 2002 : Fabio Montale (mini-série télévisée) - Épisode Total Kheops : Constanza Battisti
- 2002 : Joséphine, ange gardien (série de Laurent Chouchan, Michel Lengliney et Philippe Niang) - Paillettes, claquettes et champagne (Saison 6, épisode 2) : Lila Paoli
- 2002 : L'aube insolite (téléfilm de Claude Grinberg) : Henriette
- 2003 : Satan refuse du monde (téléfilm de Jacques Renard) : Valérie Gerbaux-Dangès
- 2003 : Louis la Brocante (série de Michel Favart) - Saison 6, épisode 3 Louis et le violon noir : Dora Letano
- 2004 : Diane, femme flic (série de Marie Guilmineau) - Saison 2, épisode 1 Sous influence : Patricia Ferrière
- 2004 : Femmes de loi (série de Benoît Valère) - Saison 4, épisode 1 Intime Conviction : Angélique Piette
- 2004 : Commissaire Moulin (série de Paul Andréota et Claude Boissol) - Saison 7, épisode 4 Sous pression : Christine
- 2004 - 2010 : Avocats et Associés (série de Valérie Guignabodet et Alain Krief) - Saisons 8 à 12 : Élisabeth Viéville
- 2005 : Joséphine, ange gardien (série de Laurent Chouchan, Michel Lengliney et Philippe Niang) - De toute urgence ! (saison 10, épisode 2) : Rebecca Rubin
- 2007 : La Cour des grands (série de Didier Cohen) - Saison 1, épisode 2 Félix : Caroline Reynal
- 2007 - 2009 : Famille d'accueil (série de Stéphane Kaminka) - Saisons 7 & 8 : Élise
- 2010 : Section de recherches (série de Dominique Lancelot) - Saison 5, épisode 10 Sortie de piste : Anna Dos Santos
- 2011 : Un flic (série de Patrick Dewolf) - Saison 4, épisode 3 La veuve noire : Laurence Haffner
- 2012 : La Chartreuse de Parme (téléfilm de Cinzia Th. Torrini) - Saison 1, épisodes 1 & 2 : la marquise Raversi
- 2012 : Fais pas ci, fais pas ça - Saison 5 : la mère d'Elise.
- 2013 : Candice Renoir (série de Christophe Douchand et Nicolas Picard-Dreyfuss) - Saison 1, épisode 4 À tout seigneur, tout honneur : Christine Martel
- 2014 : Une famille formidable (série de Joël Santoni) - Un manoir à Madère (saison 11, épisode 2) : Élisabeth Monnier, la sœur du cadavre
- 2014 : Plus belle la vie (prime-time Sur les quais), saison 11 : Astrid Mertens, la femme du défunt (Denis)
- 2014 : Plus belle la vie (série de Williams Crepin) - Saison 11, épisodes 13 & 14 : Astrid
- 2015 : Mes amis, mes amours, mes emmerdes (saison 4) : Maud
- 2015 : Cassandre, d'Éric Duret : épisode Le saut de l'ange : Claire
- 2019 : Clem : épisode Garder la foi : L’institutrice d’Emma (saison 9, épisode 5)
- 2019 : Un si grand soleil : Bérénice Paré, co-directrice de la société Sky 34